# Ulrich de Danemark (1578-1624)
Titres
Prince héritier présomptif de Danemark et de Norvège
15 avril 1588 – 10 avril 1603 
(14 ans, 11 mois et 26 jours)
Prince-évêque de Schleswig
1602 – 24 mars 1624 
(21 ans, 4 mois et 26 jours)
Administrateur de l'évêché de Schwerin
1603 – 24 mars 1624 
(20 ans, 4 mois et 26 jours)
Ulrich de Danemark (en danois : Ulrik af Danmark og Norge), né le 30 décembre 1578 au château de Kolding (royaume de Danemark et de Norvège) et mort le 24 mars 1624 à Rühn (Mecklembourg), était un prince dano-norvégien devenu prince-évêque de Schleswig en 1602.

## Biographie
Ulrich était le quatrième enfant du roi Frédéric II de Danemark et de Norvège et de Sophie de Mecklembourg-Güstrow.
En 1592, il commence ses études à l'Université de Rostock, en 1602, il devient prince-évêque de Schleswig puis à la mort d'Ulrich de Mecklembourg-Güstrow, administrateur de l'évêché de Schwerin.
Entre 1604 et 1605, il part à Londres, rencontrer sa sœur Anne et son beau-frère Jacques VI d'Écosse et Ier d'Angleterre ; à cette occasion, il devient chevalier de la Jarretière le 16 mai 1605.
Il meurt le 24 mars 1624 à Rühn (Mecklembourg).

## Sources
- (en) Cet article est partiellement ou en totalité issu de l’article de Wikipédia en anglais intitulé « Ulrik of Denmark (1578–1624) » (voir la liste des auteurs).